# Championnat de Jordanie de football 1999
Navigation
Saison précédente Saison suivante
La saison 1999 du Championnat de Jordanie de football est la cinquante-et-unième édition du championnat de première division en Jordanie. La compétition est disputée sous forme de poule unique où les douze meilleurs clubs du pays s'affrontent deux fois au cours de la saison, à domicile et à l'extérieur. En fin de saison, pour permettre le retour à un championnat à 10 équipes, les quatre derniers du classement sont relégués et remplacés par les deux meilleurs clubs de deuxième division.
C'est le club d'Al Faisaly Club qui remporte la compétition après avoir terminé en tête du classement final, avec huit points d'avance sur Al-Weehdat Club et neuf sur Al Ramtha SC. C'est le 26e titre de champion de Jordanie de l'histoire du club, qui réussit même le doublé en s'imposant en finale de la Coupe de Jordanie face à Al-Weehdat.

## Les clubs participants
| - Al-Weehdat Club - Al Ramtha SC - Al Hussein Irbid - Al-Ahli Amman - Al Buqa'a - Promu de D2 - Al Arabi Irbid | - Al Jazira Amman - Al-Faisaly Club - Al Torra - Promu de D2 - Al-Qadisiya SC - Shabab Al Hussein - Kfarsoum SC |

## Compétition

### Classement
Le barème utilisé pour établir le classement est le suivant :
- Victoire : 3 points
- Match nul : 1 point
- Défaite : 0 point

| Rang | Équipe            | Pts | J  | G  | N | P  | Bp | Bc | Diff |
| ---- | ----------------- | --- | -- | -- | - | -- | -- | -- | ---- |
| 1    | Al Faisaly ClubC  | 57  | 22 | 18 | 3 | 1  | 65 | 16 | +49  |
| 2    | Al-Weehdat Club   | 49  | 22 | 15 | 4 | 3  | 56 | 17 | +39  |
| 3    | Al Ramtha SC      | 48  | 22 | 15 | 3 | 4  | 40 | 16 | +24  |
| 4    | Al-Qadisiya SC    | 41  | 22 | 12 | 5 | 5  | 34 | 24 | +10  |
| 5    | Shabab Al-Hussein | 39  | 22 | 12 | 3 | 7  | 47 | 29 | +18  |
| 6    | Al-Ahli Amman     | 37  | 22 | 11 | 4 | 7  | 54 | 48 | +6   |
| 7    | Al Jazira Amman   | 28  | 22 | 8  | 4 | 10 | 34 | 32 | +2   |
| 8    | Al Hussein Irbid  | 26  | 22 | 7  | 5 | 10 | 30 | 38 | -8   |
| 9    | Kfarsoum SC       | 22  | 22 | 6  | 4 | 12 | 32 | 42 | -10  |
| 10   | Al Arabi Irbid    | 14  | 22 | 4  | 2 | 16 | 27 | 58 | -31  |
| 11   | Al Buqa'aP        | 11  | 22 | 3  | 2 | 17 | 24 | 64 | -40  |
| 12   | Al Torra P        | 4   | 22 | 1  | 1 | 20 | 16 | 75 | -59  |

|  | Champion de Jordanie 1999                                                                |
|  | Qualification pour la Coupe d'Asie des clubs champions 2000-2001                         |
|  | Qualification pour la Coupe des Coupes 2000-2001                                         |
|  | Relégation directe en deuxième division                                                  |
|  | T : Tenant du titre C : Vainqueur de la Coupe de Jordanie P : Promu de deuxième division |

## Bilan de la saison
| Championnat de Jordanie de football 1999   |                             |
| Champion                                   | Al Faisaly Club (26e titre) |
| Coupes et trophées                         |                             |
| Vainqueur de la Coupe de Jordanie 1999     | Al Faisaly Club             |
| Qualifications continentales               |                             |
| Coupe d'Asie des clubs champions 2000-2001 | Al Ramtha SC                |
| Coupe des Coupes 2000-2001                 | Al-Weehdat Club             |
| Promotions et relégations                  |                             |
| Promus en première division                | Al Sahab                    |
| Promus en première division                | Al Fahis                    |
| Relégués en deuxième division              | Kfarsoum SC                 |
| Relégués en deuxième division              | Al Arabi Irbid              |
| Relégués en deuxième division              | Al Buqa'a                   |
| Relégués en deuxième division              | Al Torra                    |